# Herqueville (Eure)
Herqueville ist eine französische Gemeinde mit 125 Einwohnern (Stand: 1. Januar 2022) im Département Eure in der Region Normandie. Sie gehört zum Arrondissement Les Andelys und zum Kanton Val-de-Reuil. Die Einwohner werden Herquevillais genannt.

## Geografie
Herqueville liegt etwa 25 Kilometer südsüdöstlich von Rouen an der Seine. Umgeben wird Herqueville von den Nachbargemeinden Porte-de-Seine im Norden und Westen, Connelles im Norden, Daubeuf-près-Vatteville im Osten und Nordosten, Muids im Süden und Osten sowie Andé im Südwesten.

## Bevölkerungsentwicklung
| Jahr                      | 1962 | 1968 | 1975 | 1982 | 1990 | 1999 | 2006 | 2013 |
| Einwohner                 | 188  | 284  | 293  | 187  | 182  | 155  | 152  | 150  |
| Quelle: Cassini und INSEE |      |      |      |      |      |      |      |      |

## Sehenswürdigkeiten
- Kirche Saint-Germain aus dem 15. Jahrhundert, Umbauten aus dem 17. Jahrhundert
- Schloss Renault

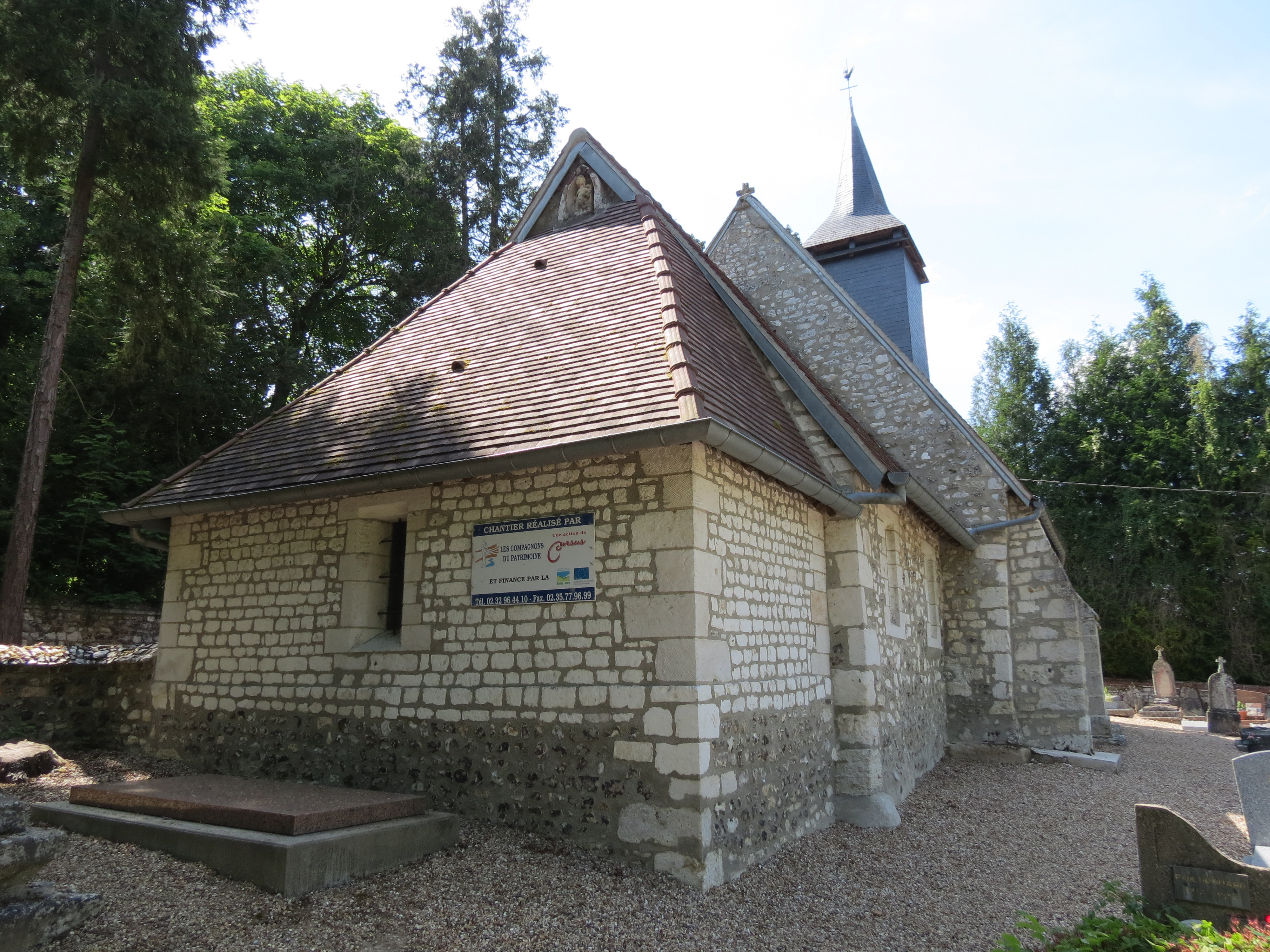
Kirche Saint-Germain
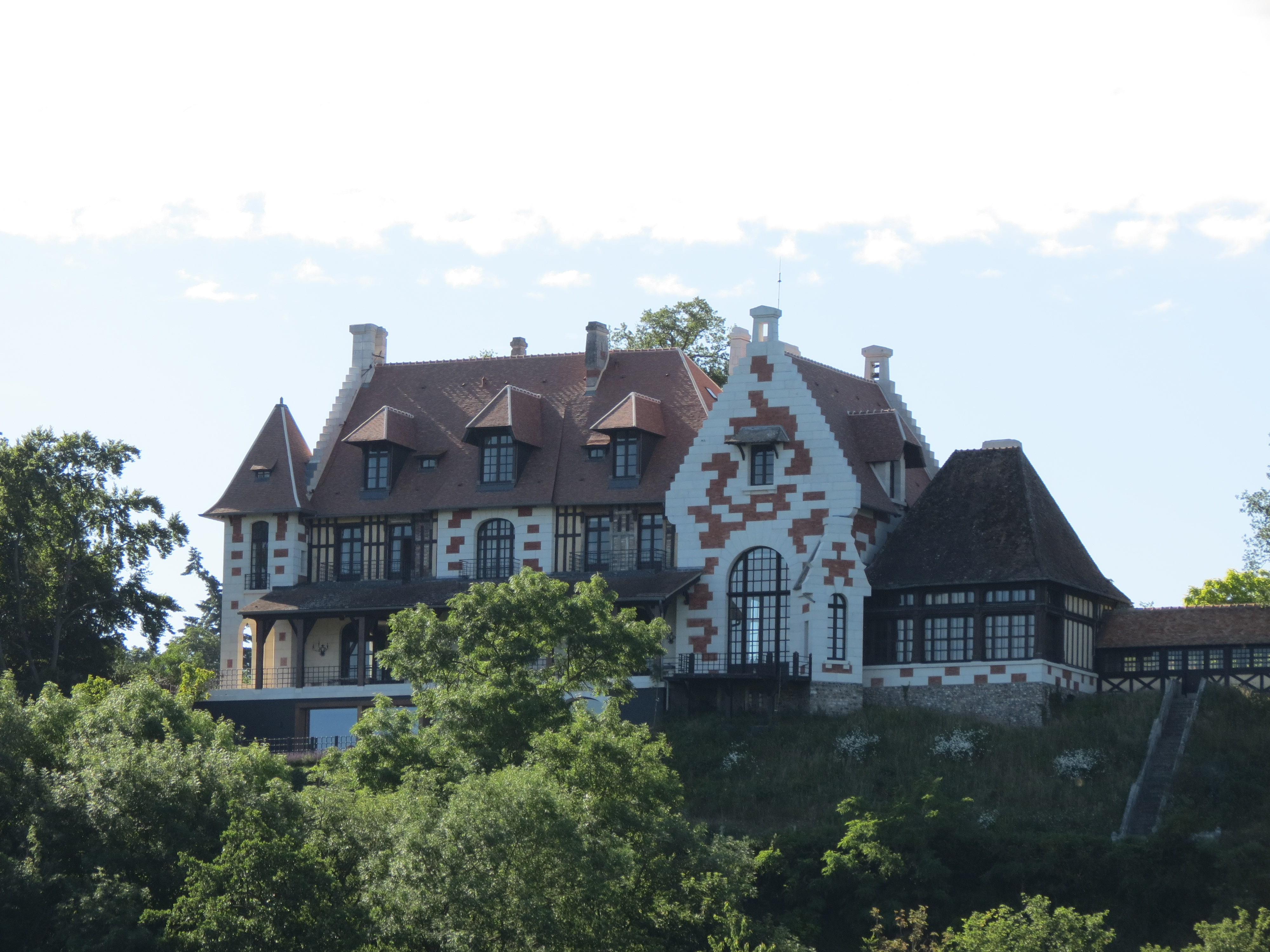
Schloss Renault